# Roy P. Kerr
Roy Patrick Kerr (ur. 16 maja 1934 w Kurowie, Nowa Zelandia) – nowozelandzki fizyk matematyczny zajmujący się ogólną teorią względności Einsteina.
Wsławił się odkryciem metryki Kerra – jednego ze ścisłych rozwiązań równań Einsteina w próżni, opisującego wirującą czarną dziurę.

## Życiorys
Roy Patrick Kerr urodził się 16 maja 1934 r. w miejscowości Kurow w regionie Canterbury na Wyspie Południowej w Nowej Zelandii. Uczył się najpierw w St Andrew's College w Christchurch, a następnie wstąpił do Canterbury University College, gdzie w 1954 r. uzyskał dyplom M. Sc. z dystynkcjami (I class honours). Następnie od 1955 do 1958 r. przebywał w Cambridge (USA) na Uniwersytecie Harvarda (Harvard University), gdzie uzyskał swój doktorat za pracę o równaniach ruchu w Ogólnej teorii względności (Equation of Motion in General Relativity). Praca ta została opublikowana w czasopiśmie naukowym Il Nuovo Cimento. Kontynuował swoje studia na Syracuse University (USA). Następnie pracował razem z J. Goldbergiem w Aeronautical Research Laboratory w Dayton, Ohio.
Od 1962 do 1972 przebywał na University of Texas at Austin. W 1962 odkrył metrykę Kerra opisującą czasoprzestrzeń masywnego wirującego obiektu, będące jednym ze ścisłych rozwiązań równań Einsteina w próżni. Praca ta została zaprezentowana na Międzynarodowym Symposium Astrofizyki Relatywistycznej w Austin. W 1963 Kerr opublikował swoje odkrycie w czasopiśmie naukowym Physical Review Letters. Od 1965 r. współpracował z A. Schildem nad czasoprzestrzenią Kerra-Schilda. W 1972 wrócił do Nowej Zelandii, na Wydział Matematyki Uniwersytetu w Canterbury. W lutym 1993 roku Roy Kerr przeszedł na emeryturę. Był promotorem sześciu prac doktorskich.
Kerr otrzymał wiele znaczących odznaczeń i nagród, z których najwyższym jest Hughes Medal przyznany mu w 1984 roku przez Royal Society w Londynie.